# Kellovaara
Kellovaara är en kulle i Finland. Den ligger i Rovaniemi i landskapet Lappland, i den norra delen av landet, 700 km norr om huvudstaden Helsingfors. Toppen på Kellovaara är 173 meter över havet.
Terrängen runt Kellovaara är huvudsakligen platt. Runt Kellovaara är det mycket glesbefolkat, med 2 invånare per kvadratkilometer.